# Die törichten Wünsche

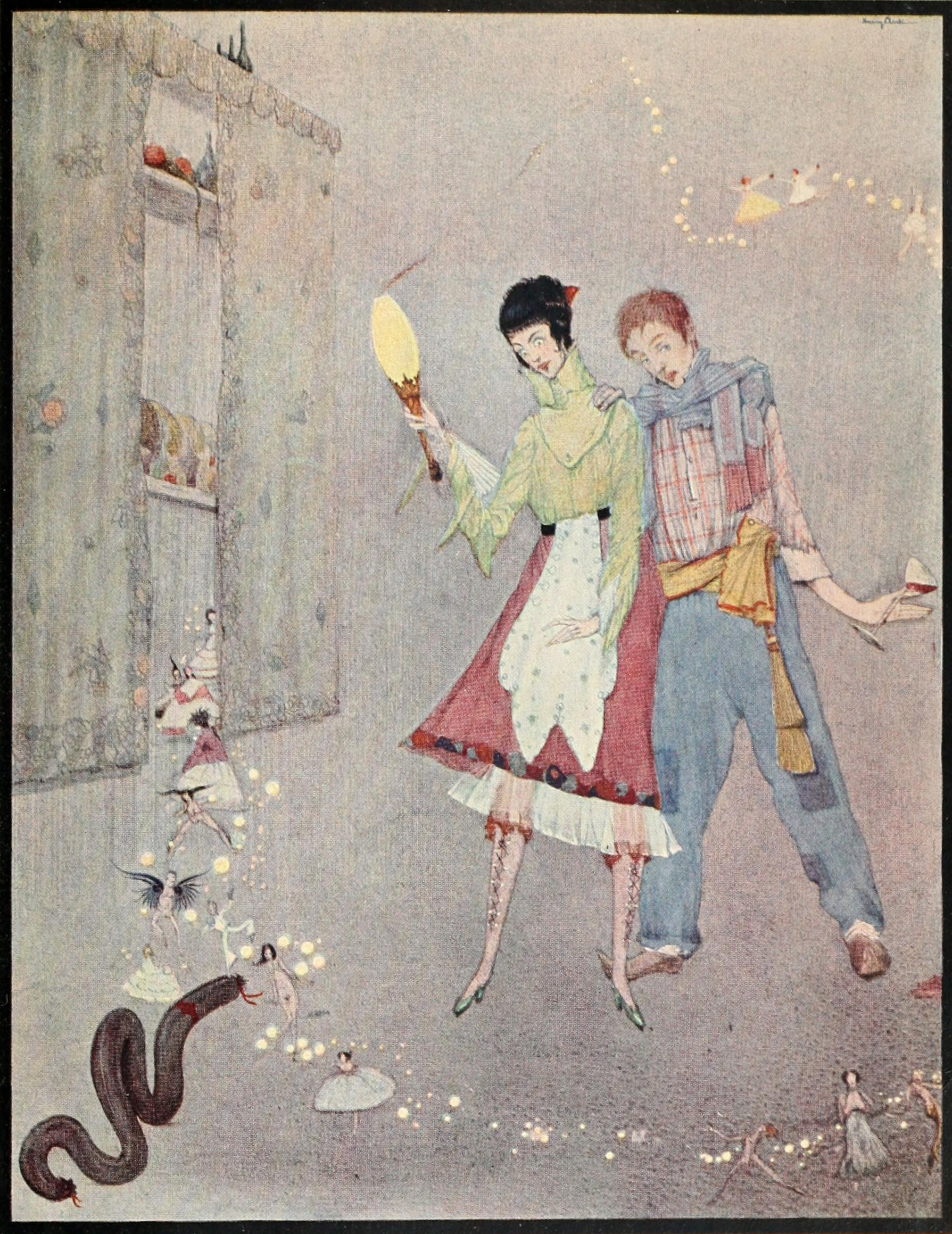
Illustration von Harry Clarke in The fairy tales of Charles Perrault, 1922

Die törichten Wünsche (französischer Originaltitel: Les Souhaits ridicules) ist ein Märchen von Charles Perrault (ATh 750 A). Es erschien in Versen 1693, dann 1695 zusammen mit Griseldis und Eselshaut mit neuem Vorwort versehen, später in Prosa mit seinen übrigen Märchen in der Sammlung Contes de ma Mère l’Oye. Das Märchen ist auch im englischen, niederländischen, italienischen, lettischen, und ungarischen Sprachraum bekannt.

## Inhalt
Ein armer alter Holzfäller klagt, ihm werde im Leben kein Wunsch erfüllt. Jupiter will ihm drei geben, er solle nur gut überlegen, was ihn glücklich und zufrieden machen werde. Des Holzfällers Frau gibt zu bedenken, wie klug sie vorgehen müssten. Bei Wein und warmem Feuer wünscht er versehentlich eine ellenlange Blutwurst, die auch gleich schlangengleich herbeikriecht. Die Frau erschrickt und schilt ihn seiner Dummheit und der verlorenen Reichtümer, bis er im Zorn die Wurst an ihre Nase wünscht. Er überlegt noch, sich mit dem letzten Wunsch zum König zu machen, doch sie zieht vor, wieder schön zu sein. Der Erzähler schließt, einfache Leute könnten des Himmels Gaben nicht nutzen.

## Erläuterungen
Doris Distelmaier-Haas bemerkt die gewandte Fortbildung des antiken Erzählstoffs. Vgl. Philemon und Baucis, Johann Peter Hebels Drei Wünsche, in Grimms Märchen Der Arme und der Reiche, bei Bechstein Die drei Wünsche.

## Versionen
Eine weitere ähnliche französische Version findet sich in Sylvain Trébucqs Contes bordelais (1912). Joseph Jacobs englische Version aus seinem Werk More English fairy tales (London 1894, Nr. 65), die aus Northamptonshire stammt, erzählt von einem Holzfäller, dem eine Fee drei Wünsche gewährt, damit er eine alte Eiche verschont. In einer italienischen Version aus der Toskana, die in Idelfonso Nieris Werk Cento racconti popolari lucchesi (Livorno 1906, Nr. 13) abgedruckt ist, gewährt ein guter Geist drei Wünsche. Nachdem der Mann sich aber versehentlich einen Schweinebraten herbeiwünscht, meint die Frau, ihm möge doch die Hand abfallen. Alle drei Versionen tragen im Deutschen den Titel Die drei Wünsche. Nach Lutz Röhrich geht der Schwank auf eine Fabeldichtung zurück, die weit älter ist als Perraults Version.
Eine niederländische Version, die im Deutschen den Titel Von drei Wünschen erhielt und in der ein Kuhfuß in den Leib gewünscht wird, wurde bereits 1660 in dem Schwankbuch Jan Tambaur veröffentlicht. In einer lettischen Version ist es Mutter Laima, die Personifizierung des Schicksals und von Glück sowie Unglück, die die Wünsche gewährt. Diese Version wurde von dem späteren Volksschriftsteller der Lettischen SSR A. Birznieks-Upitis in Dzirciems, Kreis Jelgava aufgezeichnet und erhielt im Deutschen den Titel Laima erfüllt drei Wünsche. In dem Werk Lettische Märchen und Sagen, Nach Ansis Lerhis-Puškaitis und anderen Quellen zusammengestellt und redigiert von Prof. P. Šmits (Riga 1925–1937, 15 Bände) sind vier Varianten des Märchens hinterlegt, bei Alma Mednes Lettische Tiermärchen (Riga 1940) derer sogar 33. In einer ungarischen Version von Gyula Illyés, die ebenfalls als Die drei Wünsche übersetzt wurde, ist es ebenfalls eine Fee, die zu den Wünschen verhilft.